# Evynnis cardinalis
Evynnis cardinalis — вид морських окунеподібних риб родини Спарові (Sparidae).

## Опис
Максимальна довжина тіла сягає 40 см, в середньому 20 см.

## Поширення
Вид мешкає на заході Тихого океану біля берегів Китаю та Філіппін. Населяє рифи на глибині до 100 м.

## Спосіб життя
Живиться безхребетними і водоростями.